# André Bettencourt
André Bettencourt (Saint-Maurice-d'Ételan, 21 aprile 1919 – Neuilly-sur-Seine, 19 novembre 2007) è stato un politico francese, Ministro degli affari esteri ad interim dal 15 marzo al 2 aprile 1973.

## Biografia
Nacque a Saint-Maurice-d'Ételan  nella Senna Marittima, in un'antica famiglia nobile normanna, da Victor (1875-1946), avvocato, e Jeanne Marie de Chalendar. È discendente del navigatore Jean de Béthencourt.
Béthencourt fu il Ministro degli affari esteri ad interim per 2 settimane nella primavera del 1973. In seguità fu anche presidente del consiglio regionale dell'Alta Normandia dal 1974 al 1981; inoltre fu il sindaco del suo paese natale dal 1965 al 1989.
Bettencourt morì il 19 novembre 2007 a 88 anni.

## Controversie
In gioventù Bettencourt fu un membro de La Cagoule (il Cappuccio), un violento gruppo fascista, antisemita e anticomunista. Eugène Schueller, il fondatore di L'Oréal, ospitava le riunioni del gruppo nella sede dell'azienda e forniva supporto finanziario. Dal 1940 al 1942 Bettencourt scrisse oltre 60 articoli di propaganda per La Terre Française, un giornale finanziato dai nazisti durante l'occupazione della Francia. In un'edizione speciale di Pasqua 1941, descrisse gli ebrei come "farisei ipocriti la cui razza è sempre stata macchiata dal sangue dei giusti. Saranno maledetti". Bettencourt definì questi articoli "errori di gioventù", dichiarando che il suo giudizio era offuscato dalla propaganda della Francia di Vichy. Disse: "ho ripetutamente espresso in pubblico i miei rimpianti per ciò e chiederò sempre alla comunità ebraica di perdonarmi per quello".

## Onori
Fu eletto membro libero dell'Académie des beaux-arts il 23 marzo 1988.

## Famiglia
Nel 1950 Bettencourt sposò Liliane, figlia di Eugène Schueller, il fondatore di L'Oréal. Ebbero una figlia, Françoise Bettencourt Meyers, che è stata membro del consiglio di amministrazione di L'Oréal e considerata fino alla sua morte la donna più ricca del mondo.
Françoise Bettencourt Meyers è sposata con Jean-Pierre Meyers, il quale perse tutti i suoi nonni nel campo di concentramento di Auschwitz. Inoltre i loro figli Jean-Victor e Nicolas sono cresciuti nella fede ebraica, ironia della sorte dati i trascorsi da alleati dei nazisti di nonno André e bisnonno Eugène.